# Robert Altman

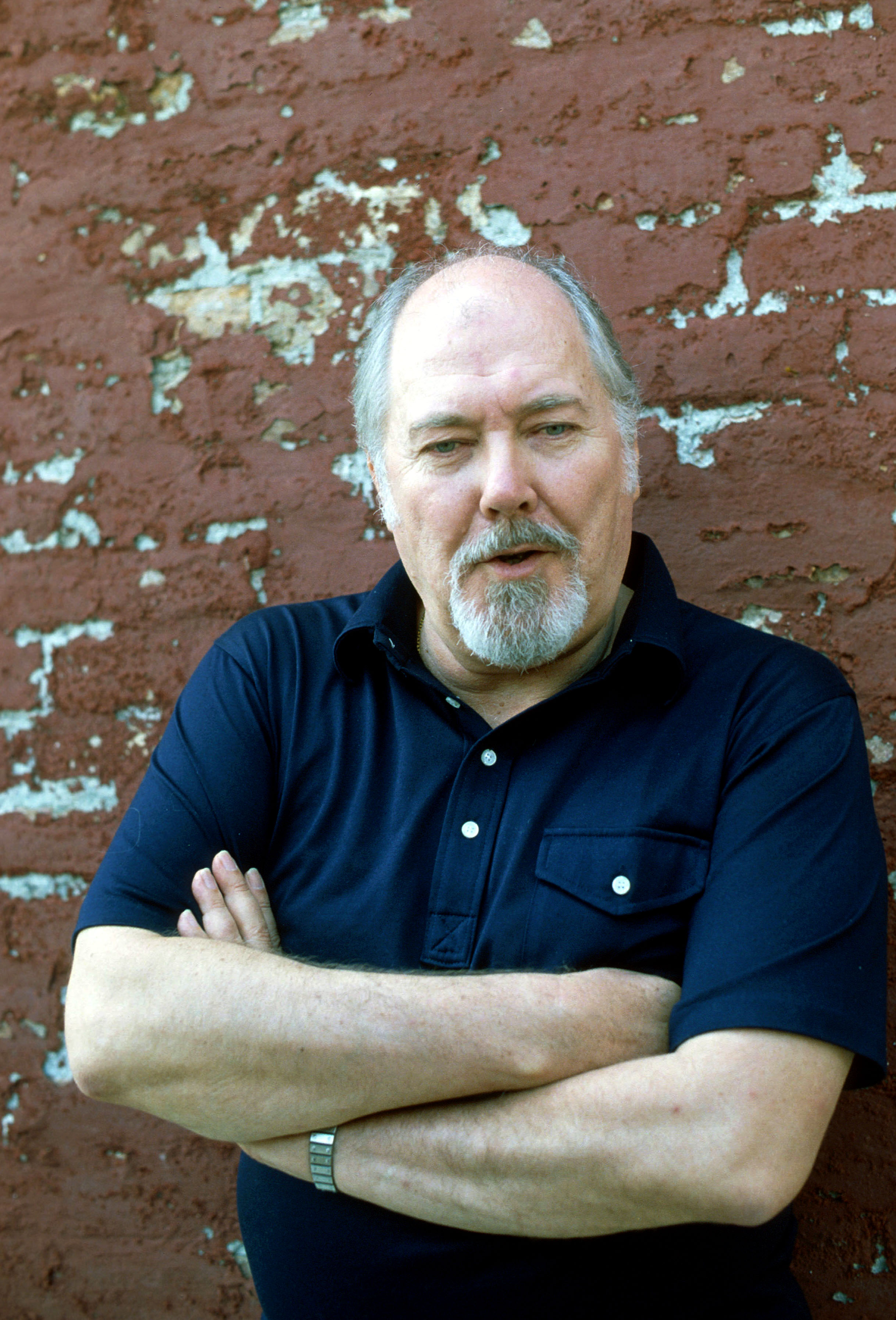
Robert Altman (1982)

Robert Bernard Altman (* 20. Februar 1925 in Kansas City, Missouri; † 20. November 2006 in Los Angeles, Kalifornien) war ein US-amerikanischer Regisseur, Autorenfilmer und Filmproduzent. Ab 1970 sind seine Filme dem Kino des New Hollywood zuzurechnen. Während seiner 55-jährigen Laufbahn drehte Altman insgesamt 86 Filme, produzierte 39 Verfilmungen und schrieb 37 Drehbücher. Er erhielt fünf Oscar-Nominierungen in der Kategorie Beste Regie: für die Filme MASH (1970), Nashville (1972), The Player (1992), Short Cuts (1993) und Gosford Park (2001). Er erhielt die Auszeichnung schließlich 2005 als Ehrenoscar für sein Lebenswerk.

## Leben und Werk
Altman war der Sohn von Helen und Bernard Clement Altman, einem wohlhabenden Versicherungsangestellten. Sein Großvater war der deutschstämmige Bauunternehmer Frank G. Altman, der das Altman Building, ein fünfstöckiges Einkaufszentrum im Stadtzentrum von Kansas City, erbauen ließ, das 1974 abgerissen wurde. Als Heranwachsender besuchte er zwei katholische Schulen, die Rockhurst High School und die Wentworth Military Academy in Lexington, Missouri. 1945 meldete er sich bei den United States Army Air Forces, der Vorgängerinstitution der 1947 gegründeten US Air Force, zum Dienst und nahm als Co-Pilot einer B-24 an 50 Feindflügen teil. Nach Kriegsende kam er zurück in seine Heimatstadt Kansas und begann 1947, bei einer Produktionsfirma für Industriefilme zu arbeiten.
Seine Laufbahn als Filmregisseur begann Altman Anfang der 1950er Jahre mit Sportdokumentationen und an die hundert Regiearbeiten für das Fernsehen, darunter auch Episoden der Fernsehserien Bonanza und von Alfred Hitchcocks Alfred Hitchcock Presents. Seine filmischen Anfänge lagen damit noch in der Ära des ausklingenden klassischen Hollywood-Kinos. Im Science-Fiction Countdown: Start zum Mond von 1968 führte er die Technik der überlappenden Dialoge in sein Schaffen ein, ein Stilmittel, das bereits von Filmgrößen wie Frank Capra, Howard Hawks oder Lewis Milestone eingesetzt wurde, hier jedoch seine Entlassung durch den Studio-Chef Jack L. Warner zur Folge hatte. Erst die Verbannung aus Hollywood weckte Altmans Entschlossenheit zur Produktion eigenständiger und ungewöhnlicher Filme. Er mied und kritisierte dann auch Hollywoods Studiosystem, von dem er seinerseits ignoriert wurde.
Sein filmischer Durchbruch erfolgte mit der Militärsatire M*A*S*H von 1970 und, fünf Jahre später, dem US-Gesellschaftsportrait Nashville. Beide Filme brachten Robert Altman Oscar-Nominierungen ein und förderten zugleich das New Hollywood, das von ihm und einigen weiteren Regisseuren als Gegenbewegung zur, rein auf den kommerziellen Erfolg ausgerichteten, Politik Hollywoods etabliert wurde. Die Filme, die von Altman in den 1970er-Jahren erschienen, waren an den Kinokassen wenig erfolgreich, verschafften ihm aber in der Filmgeschichte einen besonderen Rang unter den Regisseuren des New Hollywood. Besonders seine, am Autorenkino orientierte, Arbeitsweise und die, auf den Film als solchen fokussierten Produktionen spielten dabei eine Rolle. Das machte sich auch in kurzen Vorbereitungsphasen bemerkbar – mindestens ein Film pro Jahr war die Regel. Ein weiteres stilistisches Merkmal seiner Filme ist die Verknüpfung verschiedener Handlungsstränge und Personenkonstellationen, die häufig erst auf den zweiten Blick einen Zusammenhang ergeben. Auch kommt in den Filmen oft ein schwarzer, nicht sofort erkennbarer, Humor zum Tragen.
In den achtziger Jahren wandte er seine Aufmerksamkeit dem Theater zu. Erst mit der Hollywood-Satire The Player von 1992 sowie dem erfolgreichen Episodenfilm Short Cuts (1993) konnte Altman wieder ein größeres Publikum für sich zurückgewinnen. Beide, wie auch Gosford Park von 2001, brachten ihm Oscar-Nominierungen ein. Trotz insgesamt sieben Nominierungen als Regisseur und Produzent blieb ihm ein Academy Award in einer der regulären Kategorien verwehrt. Bei der 78. Oscar-Verleihung am 5. März 2006 wurde Altman schließlich mit einem Ehrenoscar für sein kreatives Schaffen gewürdigt.
Altman war ein bekennender Cannabis-Raucher und Jazz-Liebhaber – dem Jazz setzte er mit Kansas City ein filmisches Denkmal. Eine ärztliche Prognose seines bald eintretenden Todes Mitte der 1990er-Jahre und eine Herztransplantation bewogen ihn zu einer radikalen Änderung seiner Ernährungsgewohnheiten. Er starb im Alter von 81 Jahren im Cedars-Sinai Medical Center in Los Angeles an Leukämie. Von der Krankheit wusste er seit achtzehn Monaten, verschwieg sie aber aus Furcht vor Auftragsverlusten. Altman war insgesamt drei Mal verheiratet. Er hinterließ seine Frau Kathryn Reed Altman, mit der er seit 1957 verheiratet war, zwei Kinder aus dieser Ehe sowie vier weitere Kinder und zwölf Enkelkinder.

## Filmografie (Auswahl)
- 1957: Die James Dean Story (The James Dean Story) (Dokumentation)
- 1968: Countdown: Start zum Mond (Countdown)
- 1969: Ein kalter Tag im Park (That Cold Day in the Park)
- 1970: MASH (M*A*S*H)
- 1970: Nur Fliegen ist schöner (Brewster McCloud)
- 1971: McCabe & Mrs. Miller
- 1972: Spiegelbilder (Images)
- 1973: Der Tod kennt keine Wiederkehr (The Long Goodbye)
- 1974: Diebe wie wir (Thieves Like Us)
- 1974: California Split
- 1975: Nashville
- 1976: Buffalo Bill und die Indianer (Buffalo Bill and the Indians, or Sitting Bull’s History Lesson)
- 1977: Drei Frauen (3 Women)
- 1978: Du wirst noch an mich denken (Remember My Name)
- 1978: Eine Hochzeit (A Wedding)
- 1979: Quintett (Quintet)
- 1979: Ein perfektes Paar (A Perfect Couple)
- 1980: Popeye – Der Seemann mit dem harten Schlag (Popeye)
- 1982: Der Gesundheits-Kongreß (Health)
- 1982: Komm zurück, Jimmy Dean (Come Back to the Five and Dime, Jimmy Dean, Jimmy Dean)
- 1983: Windhunde (Streamers)
- 1984: Secret Honor
- 1985: Fool for Love
- 1985: Black Cats (O. C. and Stiggs)
- 1987: Basements (TV) (auch Produzent)
- 1987: Therapie zwecklos (Beyond Therapy)
- 1987: Les Boréades, Episode aus Aria
- 1988: Tanner for President (Tanner ’88, Fernsehserie)
- 1990: Vincent und Theo (Vincent and Theo)
- 1992: The Player
- 1993: Short Cuts
- 1994: Prêt-à-Porter
- 1996: Jazz ’34 (Dokumentation)
- 1996: Kansas City
- 1998: Gingerbread Man (The Gingerbread Man)
- 1999: Cookie’s Fortune – Aufruhr in Holly Springs (Cookie’s Fortune)
- 2000: Dr. T and the Women
- 2001: Gosford Park
- 2003: The Company – Das Ensemble (The Company)
- 2006: Robert Altman’s Last Radio Show (A Prairie Home Companion)

Produzent
- 1976: Willkommen in Los Angeles (Welcome to L. A.)
- 1977: Die Katze kennt den Mörder (The Late Show)
- 1994: Mrs. Parker und ihr lasterhafter Kreis (Mrs. Parker and the Vicious Circle)
- 1997: Liebesflüstern (Afterglow)
- 2000: Trixie

## Auszeichnungen

### Ehrungen
- 1995 wurde er Ritter der französischen Ehrenlegion.
- 1999 wurde er in die American Academy of Arts and Sciences gewählt.

### Filmpreise
Oscar
- 2006 Ehren-Oscar für das Lebenswerk

American Film Institute
- 2002 AFI Film Award für den Regisseur des Jahres (Gosford Park (2001))

BAFTA Award
- 1993 BAFTA Award für den besten Regisseur für The Player (1992)
- 2002 Alexander Korda Award for Best British Film für Gosford Park (2001), gemeinsam mit Bob Balaban und David Levy

Berlinale
- 1976 Goldener Bär für Buffalo Bill und die Indianer (1976) auf der Berlinale 1976
- 1985 FIPRESCI-Preis für Secret Honor – Die geheime Ehre des Präsidenten (1984) auf der Berlinale 1985
- 1999 Preis der Gilde Deutscher Filmkunsttheater für Aufruhr in Holly Springs (1999) auf der Berlinale 1999
- 2002 Goldener Ehrenbär auf der Berlinale 2002

Bodil Awards
- 1977 Bodil für den besten (nicht-europäischen) Film Nashville (1975)
- 1993 Bodil für den besten (nicht-europäischen) Film The Player (1992)
- 1995 Bodil für den besten (amerikanischen) Film Short Cuts (1993)

Filmfestspiele von Cannes
- 1970 Grand Prix für M*A*S*H (1970) beim Filmfestival Cannes 1970
- 1992 Preis für den besten Regisseur für The Player (Filmfestival Cannes 1992)

Emmy Awards
- 1989 Emmy für hervorragende Regiearbeit (Tanner ’88 Episode „The Boiler Room“ (1988))

Golden Globes
- 2002 Golden Globe für den besten Regisseur für Gosford Park (2001)

Independent Spirit Awards
- 1994 Independent Spirit Award für den besten Regisseur von Short Cuts (1993)
- 1994 Independent Spirit Award für das beste Drehbuch (Short Cuts (1993)), gemeinsam mit Frank Barhydt

Los Angeles Film Critics Association Award
- 2003 Preis für das Lebenswerk

Filmfestspiele von Venedig
- 1993 Goldener Löwe für Short Cuts, zusammen mit Drei Farben: Blau
- 1996 Goldener Löwe für das Lebenswerk